# Jupiter One
Jupiter One war eine Indie-Rock-Band aus Brooklyn, New York. Sie wurde 2003 von den befreundeten Musikern Kishi Bashi und Zac Colwell gegründet. Ihr Stil erinnerte vor allem an Gang of Four und Talking Heads.

## Geschichte

### Gründung
Der Geigenspieler Kaoru Ishibashi, bekannt unter seinem Künstlernamen Kishi Bashi, und der ambitionierte Holzblasinstrument-Spieler Colwell lernten sich 2000 in den Vereinigten Staaten auf einer Tour kennen. Da die beiden sofort Interesse an den Tätigkeiten des anderen zeigten, zog das Duo 2003 nach einer kurzen Findungsphase von Colwells Heimatstadt Austin nach New York, um dort als Jupiter One zu musizieren. Kurz darauf suchte Ishibashi zu seiner ehemaligen Liebschaft Mocha wieder Kontakt, nahm diese in die Band auf und heiratete die Japanerin schließlich sogar. Als Schlagzeuger kam David Heilmann hinzu. Der Name entstand in Anlehnung an das Raumschiff Jupiter 2 aus der Serie Verschollen zwischen fremden Welten.

### Karriere
Im Sommer des Jahres 2008 erschien Jupiter Ones gleichnamiges erstes Studioalbum in Europa, in den USA bereits zuvor im Jahr 2005. Obwohl sie den Rocksound zunächst ausschließlich mit Synthesizern erzeugen wollten, besetzten sie sich letztlich doch mit zwei Gitarren und drei Synthesizern, um der Musik mehr „Klangfarbe“ zu geben. 2009 erschien ihr zweites Album Sunshower. Im Anschluss daran arbeiteten sie einige Zeit an einem dritten Studioalbum, das trotz einer Vielzahl von Ideen nicht mehr erschien. Kishi Bashi gab schließlich 2014 in einem Interview bekannt, dass das Projekt Jupiter One der Vergangenheit angehöre.

### Sonstiges
Der Song Platform Moon fand 2008 Verwendung in dem Videospiel FIFA 09 und einem Werbespot für den Automobilhersteller Mazda. Zuvor enthielten bereits diverse andere Videospiel-Soundtracks Lieder der Band, zum Beispiel Madden NFL 08 (Countdown), NHL 08 (Turn Up the Radio), Burnout Paradise (Fire Away) und FIFA 08 (Unglued).

## Diskografie
- 2005: Jupiter One (Album, 2008 in Europa)
- 2009: Sunshower (Album)